# Linda Mendoza
Linda Mendoza é uma diretora de televisão estadunidense. Ficou conhecida por trabalhar em The Chris Rock Show, The Brothers García, Unfabulous, Girlfriends, The Bernie Mac Show, MADtv, Scrubs, Gilmore Girls, 30 Rock e Suburgatory.Mendoza já dirijiu episódios de séries como Eu Nunca... e The Baby-Sistters Club.